# هربرت باترورث
هربرت باترورث (انگلیسی: Herbert Butterworth; September quarter 1902 – March quarter 1938 (aged 35)) بازیکن فوتبال اهل بریتانیا بود.
از باشگاه‌هایی که در آن بازی کرده‌است می‌توان به باشگاه فوتبال ولورهمپتون واندررز و باشگاه فوتبال نلسون اشاره کرد.